# Лапхай
Лапхай — река в Таймырском Долгано-Ненецком муниципальном районе Красноярского края, левый приток реки Енисей.
Длина — 31 км, исток — недалеко от села Левинские Пески, в озере Буяновское.
Течёт на северо-запад, параллельно руслу Енисея, на расстоянии менее одного километра.
У реки 3 крупных притока, впадающих по левому берегу: Чиркова, длиной 59 км, впадающая в 1 км от устья, в 9 км — река без названия, длиной 10 км и в 13 км — Куропаточья, длиной 12 км.
Впадает в Енисей напротив острова Малый Леонтьевский, на расстоянии 404 км от устья.
По данным государственного водного реестра России относится к Енисейскому бассейновому округу. Код водного объекта — 17010800412116100107067.